# Kainan
Kainan (海南市 -shi) é uma cidade japonesa localizada na província de Wakayama.
Em 2003 a cidade tinha uma população estimada em 44 652 habitantes e uma densidade populacional de 727,82 h/km². Tem uma área total de 61,35 km².
Recebeu o estatuto de cidade a 1 de Maio de 1934.